# Polonéz

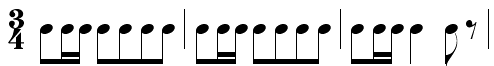
Tipikus polonéz ritmus

A polonéz lengyel eredetű tánc, a táncospárok körbetáncolják a termet a háromnegyedes ütemű, mérsékelt tempójú zenére.

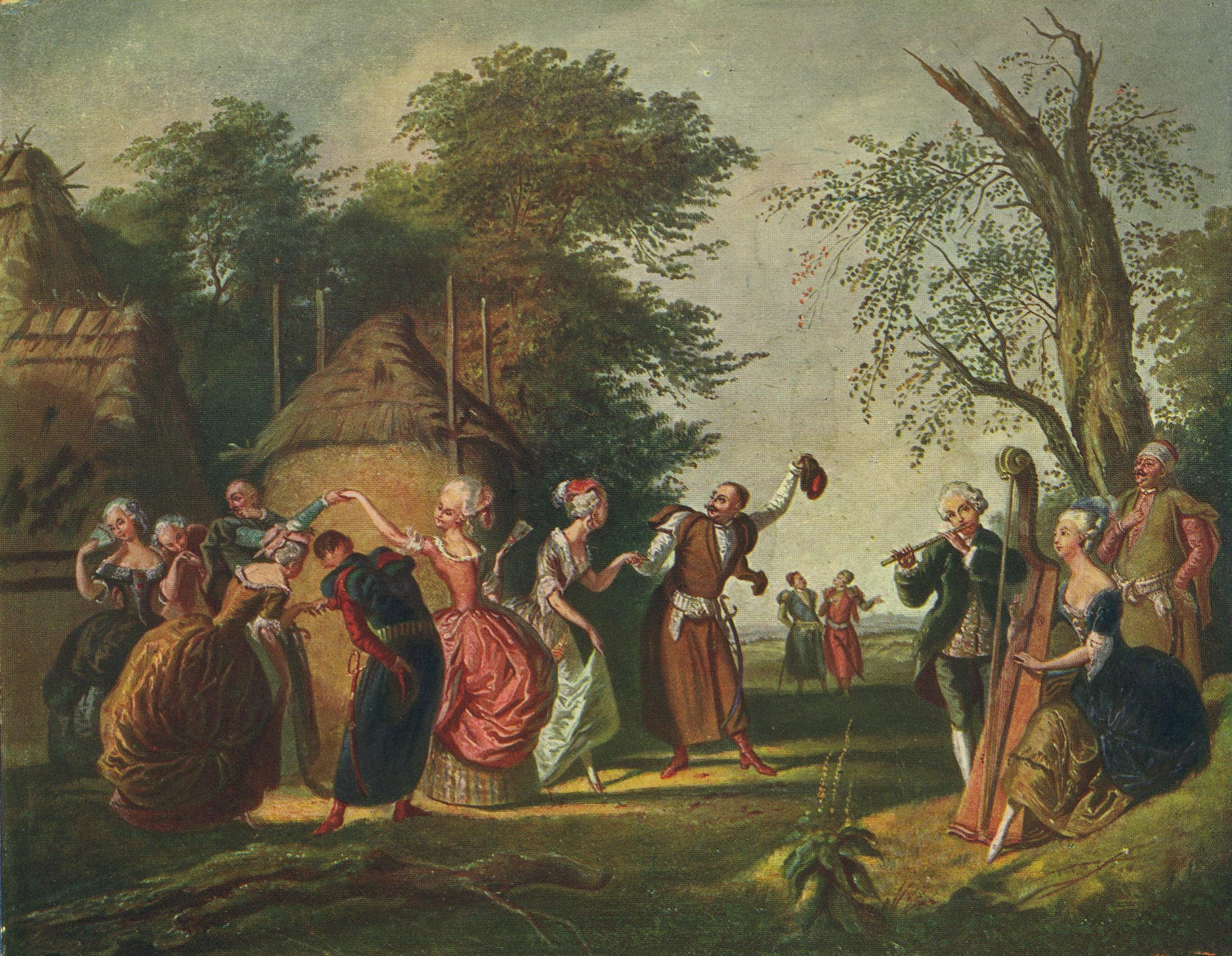
Władysław Łoziński: Life in Poland in old times, 1907

## Eredete
A tánc őse a 18. századi taniec polski (lengyel tánc), amelynek formája fokozatosan alakult ki a 17. században népszerű chodzony nevű táncból, ami pieszy (azaz gyalogosan) avagy taniec chmielowy (ugrálós tánc) néven volt elsősorban ismert. A tánc későbbi formája a parasztok menyegzői táncaiban gyökerezik, amelyektől később eltávolodva a nemesség táncrendjébe került. A tánc lengyel neve minden bizonnyal a francia polonaise kifejezésből származik, amely a 17. században jelent meg, és Angliában is elterjedt volt. A lengyel „polonéz” kifejezés a 18. század folyamán lassan kiszorította a korábbi „lengyel tánc” elnevezést. A legkorábbi eredeti lengyel zenei forrás valószínűleg a Joseph Sychra 62 polonézét tartalmazó kéziratgyűjtemény 1772-ből.
A 16. század vége előtt a lengyel néptáncokat, elsősorban a polonézt (Air en Polonaise) a felsőbb társadalmi rétegek átvették az alsóbb osztálybeliektől, a dzsentriktől és a kevésbé befolyásos arisztokráciától. Kezdetben még csak énekkel kísérték a táncot, azonban ahogy egyre nőtt ezen táncok népszerűsége a „magasabb” státuszú emberek körében, lassan bevezették a zenés kíséretet, és zenészek kísérték az udvari táncmulatságokat. Az udvari polonéz dallamát a fogadóterem galériáján elhelyezkedő zenekar játszotta, miközben alattuk a díszbe öltözött sokadalom a bevonulótáncot járta. A tánc ebben a formában vált a lengyel nemzeti szellemiség legnemesebb megtestesítőjévé, az idők folyamán pedig Európa leglátványosabb lengyel táncává.

## Dallama
A lengyel néptánc legkorábbi dallamait Oskar Kolberg (1814–1890) gyűjtötte össze a 19. században. Ezek között találjuk a háromnegyedes lüktetésű rövid frázisokat, amelyekben gyakori a két azonos ütem ismétlődése.
Ahogy a polonéz énekkel kísért táncból elsősorban hangszeres kíséretűvé kezdett válni, hamar létrejöttek dallamában stilisztikai és formai változások. A dallam sokkal szélesebb terjedelmű és díszítettebb lett. A polonézekben megjelent a kontrasztos kettes-hármas tagolás, amelyet a korábbi udvari menüettből vettek át. Ilyen trio először Michał Kleofas Ogiński polonézdallamaiban figyelhető meg. Ugyanígy látható a rondóforma terjedése, melyre a kontrasztos részek között ismétlődő refrén jellemző.

## Ritmusa
Alapvetően kétféle karakterisztikus ritmusképlet alapján két nagy csoportot különböztetünk meg: a képen is látható háromnegyedes ütemmel kezdődő táncokra, illetve a négy tizenhatod és két negyedhang alkotta kadenciát tartalmazó táncokra oszthatók a polonézek.

## Polonéz a klasszikus zenében
Nem lengyel nemzetiségű zeneszerzők műveiben is megtalálhatók a polonéz klasszikus formájának jellegzetességei, azaz a közepes tempó, háromnegyedes ütem, egyszerű nem emelkedő frázisok, ismétlődő ritmusképlet, valamint záróformula. Ennek egyik első példája Johann Sebastian Bach műve, a 6. számú Francia szvit, és a 2. számú Zenekari szvit. A nagy német zeneszerzők: Georg Philipp Telemann, Wilhelm Friedemann Bach, Johann Philipp Kirnberger, Johann Schobert, sőt még Wolfgang Amadeus Mozart is, akik szerint a polonéz a lengyel ízlés és lengyel stílus megtestesítője, gyakran hosszabb kompozíciójukba (például táncszvitbe vagy szonátába) komponáltak egy-egy polonézt. 1800 után a polonéz hangszeres változata igen népszerű lett a lengyel zeneszerzők: Michał Kleofas Ogiński, Wojciech Żywny, Józef Elsner, Józef Kozłowski, Karol Kurpiński körében. Az általuk komponált dallamok népszerűsége nagyban hozzájárult ahhoz, hogy ezt a műfajt egész Európa megismerje, elsősorban persze a szalonokban felcsendülő formában, például Clara Schumann zongoravirtuóz előadásában. A polonéz mindenféle műfajban megjelent, legyen az kamarazene, koncert vagy opera. A polonéz legnagyobb klasszikus szerzője természetesen Frédéric Chopin, hiszen az ő zongorára írt műveinek köszönhetően vált ez a tánc Lengyelország jelképévé.

## Történelmi hatása
Gyakran Polacca (olaszul: lengyel) címen hallhatjuk ezt a zenét. Említésre méltó, hogy abban a történelmi időszakban, amikor Oroszország fennhatósága alá tartozott Lengyelország mintegy harmada, egyes orosz zeneszerzőket „elcsábított” a polonéz zenéje, amely a „nemesség” avagy „királyi méltóság” megtestesítője lett, és gyakran összekapcsolódott az orosz cár vagy általában az uralkodó személyével. Az orosz operákban (pl. Modeszt Petrovics Muszorgszkij Borisz Godunov, Pjotr Iljics Csajkovszkij Anyegin című műveiben) lengyel nemesség szimbólumaként jelenik meg a polonéz, illetve a nosztalgikus polonézdallamok, mint pl. a Hazám című művéről ismert M. K. Ogiński zenéje nagyon népszerűvé váltak Oroszországban, és számos hangszeregyüttesre született többféle átiratuk.
Ennek a zenei formának a hosszú és gazdag fejlődése nagy hatást gyakorolt az egész zenei világra, ugyanakkor még most is elsősorban a lengyel nemesség és arisztokrácia jelképe.

## Fordítás
- Ez a szócikk részben vagy egészben  a   Polonéza című cseh Wikipédia-szócikk ezen változatának fordításán alapul.  Az eredeti cikk szerkesztőit annak laptörténete sorolja fel. Ez a jelzés csupán a megfogalmazás eredetét és a szerzői jogokat jelzi, nem szolgál a cikkben szereplő információk forrásmegjelöléseként.